# Cofinalité
Considérons un ensemble A muni d'une relation binaire ≤. Un sous-ensemble B de A est dit cofinal si :
pour tout élément a de A, il existe un élément b de B tel que a ≤ b ;
∀ a ∈ A, ∃ b ∈ B \ a {\displaystyle \leq b}
La cofinalité de l'ensemble A est le cardinal du plus petit sous-ensemble cofinal de A.
La cofinalité d'un ordinal limite {\displaystyle \alpha } est le plus petit ordinal {\displaystyle \beta } tel qu'il existe une fonction {\displaystyle f:\beta \rightarrow \alpha } non majorée. Cet ordinal est usuellement noté {\displaystyle \operatorname {cof} (\alpha )} ou {\displaystyle \operatorname {cf} (\alpha )}.
Intuitivement, {\displaystyle \operatorname {cof} (\alpha )} est le plus petit nombre de pas à faire pour arriver au bout de {\displaystyle \alpha }.
Par exemple, on peut aller au bout de {\displaystyle \aleph _{0}} en {\displaystyle \aleph _{0}} pas, avec la fonction identité, mais on ne peut pas aller au bout de {\displaystyle \aleph _{0}} en un nombre fini de pas. On a donc {\displaystyle \operatorname {cof} (\aleph _{0})=\aleph _{0}}.
Un cardinal qui est égal à sa cofinalité, comme ici, {\displaystyle \aleph _{0}}, est appelé cardinal régulier.
De même, on peut aller au bout de {\displaystyle \aleph _{1}} en {\displaystyle \aleph _{1}} pas mais on ne peut pas le faire en un nombre dénombrable de pas. On a donc {\displaystyle cof(\aleph _{1})=\aleph _{1}} ; qui est donc aussi un cardinal régulier.
En revanche, on peut aller au bout de {\displaystyle \aleph _{\omega }} en {\displaystyle \aleph _{0}} pas, avec la fonction {\displaystyle f:\aleph _{0}\rightarrow \aleph _{\omega }} définie par {\displaystyle f(n)=\aleph _{n}}, donc {\displaystyle cof(\aleph _{\omega })=\aleph _{0}}. 
Un cardinal qui n'est pas régulier, c'est-à-dire qui n'est pas égal à sa cofinalité, comme ici {\displaystyle \aleph _{\omega }} est appelé cardinal singulier.

## Propriétés
Pour tout ordinal limite {\displaystyle \alpha }, on a les propriétés suivantes :
- {\displaystyle \operatorname {cof} (\alpha )} existe ;
- {\displaystyle \operatorname {cof} (\alpha )} est un cardinal ;
- {\displaystyle \operatorname {cof} (\alpha )} est régulier, autrement dit {\displaystyle \operatorname {cof} (\operatorname {cof} (\alpha ))=\operatorname {cof} (\alpha )} ;
- Si {\displaystyle \mathrm {X} \subset \alpha } et {\displaystyle |\mathrm {X} |<\operatorname {cof} (\alpha )} alors {\displaystyle \mathrm {X} } est borné ;
- si {\displaystyle \beta } est un ordinal limite, alors {\displaystyle \operatorname {cof} (\aleph _{\beta })=\operatorname {cof} (\beta )} ; par exemple, {\displaystyle \operatorname {cof} (\aleph _{\aleph _{1}})=\operatorname {cof} (\aleph _{1})=\aleph _{1}}.

Pour tout cardinal infini {\displaystyle \kappa }, on a les propriétés suivantes :
- {\displaystyle \kappa <\kappa ^{\operatorname {cof} (\kappa )}}, c'est une conséquence du théorème de König ;
- pour tout cardinal {\displaystyle \lambda }, {\displaystyle \operatorname {cof} (\lambda ^{\kappa })>\kappa } ; pour {\displaystyle \lambda =2} et {\displaystyle \kappa =\aleph _{0}}, on obtient {\displaystyle \operatorname {cof} (2^{\aleph _{0}})>\aleph _{0}}, on a donc en particulier {\displaystyle 2^{\aleph _{0}}\neq \aleph _{\omega }} ; ceci est également une conséquence du théorème de König.

La cofinalité des cardinaux permet de mettre en évidence certaines différences de comportements. Par exemple, vis-à-vis de l'exponentiation cardinale, William B. Easton (en) a essentiellement prouvé que, pour les cardinaux réguliers, les seules contraintes prouvables dans {\displaystyle \mathrm {ZFC} } sur la fonction {\displaystyle f(\kappa )=2^{\kappa }} sont {\displaystyle \kappa \leq \lambda \Rightarrow f(\kappa )\leq f(\lambda )} et {\displaystyle \operatorname {cof} (f(\kappa ))>\kappa }. Pour les cardinaux singuliers, la situation est différente. Notamment, Jack Silver (en) a démontré que si {\displaystyle \kappa } est singulier et de cofinalité non dénombrable, et si pour tout {\displaystyle \lambda <\kappa }, {\displaystyle 2^{\lambda }=\lambda ^{+}} alors {\displaystyle 2^{\kappa }=\kappa ^{+}}.

## Généralisations
On peut généraliser la notion de cofinalité à n'importe quel ensemble préordonné : si {\displaystyle (A,\leq )} est un ensemble préordonné, la cofinalité de {\displaystyle \mathrm {A} } est le plus petit cardinal d'une partie {\displaystyle \mathrm {B} } cofinale dans {\displaystyle \mathrm {A} }, c'est-à-dire telle que pour tout {\displaystyle a\in \mathrm {A} } il existe {\displaystyle b\in \mathrm {B} } tel que {\displaystyle a\leq b}.
Par exemple, si {\displaystyle \mathrm {A} } est l'ensemble des fonctions de {\displaystyle \omega } dans lui-même muni du préordre {\displaystyle \leq ^{*}} défini par {\displaystyle f\leq ^{*}g} si et seulement si {\displaystyle f(n)\leq g(n)} pour tout entier {\displaystyle n} à partir d'un certain rang, alors la cofinalité de ce préordre, noté généralement {\displaystyle {\mathfrak {d}}} et appelé le nombre dominant (anglais : dominating number), est un cardinal compris entre {\displaystyle \aleph _{1}} et {\displaystyle 2^{\aleph _{0}}}, mais sa valeur exacte ne peut pas être déterminée dans l'axiomatique usuelle de la théorie des ensembles, ZFC.
La théorie PCF (en), introduite par Saharon Shelah, étudie les cofinalités possibles des ultraproduits de certains ensembles ordonnés. Cela lui a permis de démontrer de nouvelles inégalités sur l'exponentiation cardinale, comme par exemple,  {\displaystyle \aleph _{\omega }^{\aleph _{0}}\leq 2^{\aleph _{0}}+\aleph _{\omega _{4}}}.